# Phyllostemonodaphne geminiflora
Phyllostemonodaphne geminiflora là một loài thực vật thuộc họ Lauraceae. Đây là loài đặc hữu của Brasil.